# Calydorea campestris
Calydorea campestris är en irisväxtart som först beskrevs av Friedrich Wilhelm Klatt, och fick sitt nu gällande namn av John Gilbert Baker. Calydorea campestris ingår i släktet Calydorea och familjen irisväxter. Inga underarter finns listade i Catalogue of Life.